# چاپایوو (شهرستان تویمازینسکی، باشقیرستان)
چاپایوو (انگلیسی: Chapayevo, Tuymazinsky District, Republic of Bashkortostan) یک شهرک در شهرستان تویمازینسکی استان باشقیرستان کشور روسیه است.